# پلیس بنیامین
پلیس بنیامین (انگلیسی: Benjamin Police؛ زادهٔ ۱۹ مهٔ ۱۹۸۸) بازیکن فوتبال اهل فرانسه است.
از باشگاه‌هایی که در آن بازی کرده‌است می‌توان به باشگاه فوتبال لو آور اشاره کرد.